# Espacio medible
En matemáticas, un espacio medible o espacio de Borel es un objeto básico en la teoría de la medida. Consiste en un conjunto y un σ-álgebra, que define los subconjuntos que se medirán. 

## Definición
Considere un conjunto {\displaystyle X} y una σ-álgebra {\displaystyle {\mathcal {A}}} en {\displaystyle X} . Entonces el par {\displaystyle (X,{\mathcal {A}})} se llama espacio medible.
Tenga en cuenta que, a diferencia de un espacio de medida, no se necesita ninguna medida para un espacio medible. 

## Ejemplo
Dado el conjunto
{\displaystyle X=\{1,2,3\}.}
Un posible {\displaystyle \sigma } -álgebra sería 
{\displaystyle {\mathcal {A}}_{1}=\{X,\emptyset \}.}
Entonces {\displaystyle (X,{\mathcal {A}}_{1})} es un espacio medible. Otro posible {\displaystyle \sigma } -álgebra sería el conjunto potencia en {\displaystyle X} : 
{\displaystyle {\mathcal {A}}_{2}={\mathcal {P}}(X).}
Con esto, un segundo espacio medible en el conjunto {\displaystyle X} es dado por {\displaystyle (X,{\mathcal {A}}_{2})} .

## Espacios medibles comunes
Si {\displaystyle X} es finito o infinito numerable, se toma la mayoría de las veces como {\displaystyle \sigma }-álgebra el conjunto potencia de {\displaystyle X}. Esto conduce al espacio medible {\displaystyle (X,{\mathcal {P}}(X))}. 
Si {\displaystyle X} es un espacio topológico, se toma comúnmente el {\displaystyle \sigma }-álgebra de Borel {\displaystyle {\mathcal {B}}(X)}. Esto conduce al espacio medible {\displaystyle (X,{\mathcal {B}}(X))} que es común para todos los espacios topológicos, por ejemplo, los números reales {\displaystyle \mathbb {R} }.

## Ambigüedad con espacios Borel
El término espacio Borel se usa para diferentes tipos de espacios medibles. Puede referirse a 
- cualquier espacio medible, por lo que es sinónimo de espacio medible como se define anteriormente[1]
- un espacio medible que es Borel isomorfo a un subconjunto medible de los números reales (nuevamente con el Borel {\displaystyle \sigma } -álgebra)[3]